# 北米フィギュアスケート選手権
北米フィギュアスケート選手権（North American Figure Skating Championships）は、1923年から1971年までの間、2年に1度アメリカとカナダで開催されていたフィギュアスケートの大会。

## 歴代メダリスト

### 男子シングル
| 年   | 開催地           | 金                             | 銀                           | 銅                               |
| ---- | ---------------- | ------------------------------ | ---------------------------- | -------------------------------- |
| 1923 | オタワ           | シャーウィン・バジャー         | メルヴィル・ロジャース       |                                  |
| 1925 | ボストン         | メルヴィル・ロジャース         | ナサニエル・ナイルズ         |                                  |
| 1927 | トロント         | メルヴィル・ロジャース         | シャーウィン・バジャー       | モントゴメリー・ウィルソン       |
| 1929 | ボストン         | モントゴメリー・ウィルソン     | ロガー・ターナー             | フレデリック・グッドリッジ       |
| 1931 | オタワ           | モントゴメリー・ウィルソン     | レスター・マッデン           | ゲイル・ボーデン                 |
| 1933 | ニューヨーク     | モントゴメリー・ウィルソン     | レスター・マッデン           | ロビン・リー                     |
| 1935 | モントリオール   | モントゴメリー・ウィルソン     | ロビン・リー                 | レスター・マッデン               |
| 1937 | ボストン         | モントゴメリー・ウィルソン     | ロガー・ターナー             | ラルフ・マクリース               |
| 1939 | トロント         | モントゴメリー・ウィルソン     | ロビン・リー                 | ラルフ・マクリース               |
| 1941 | フィラデルフィア | ラルフ・マクリース             | ユージン・ターナー           | ウィリアム・グリムディッチ       |
| 1947 | オタワ           | ディック・バトン               | ジェームズ・グローガン       | ウォーリス・ディーステルマイヤー |
| 1949 | フィラデルフィア | ディック・バトン               | ジェームズ・グローガン       | ヘイス・アラン・ジェンキンス     |
| 1951 | カルガリー       | ディック・バトン               | ジェームズ・グローガン       | ヘイス・アラン・ジェンキンス     |
| 1953 | クリーブランド   | ヘイス・アラン・ジェンキンス   | ピーター・ファーストブルック | ロナルド・ロバートソン           |
| 1955 | レジャイナ       | ヘイス・アラン・ジェンキンス   | デヴィッド・ジェンキンス     | チャールズ・スネーリング         |
| 1957 | ロチェスター     | デヴィッド・ジェンキンス       | チャールズ・スネーリング     | ティム・ブラウン                 |
| 1959 | トロント         | ドナルド・ジャクソン           | ティム・ブラウン             | ロバート・ブルーワー             |
| 1961 | フィラデルフィア | ドナルド・ジャクソン           | ブラッドリー・ロード         | グレゴリー・ケリー               |
| 1963 | バンクーバー     | ドナルド・マクファーソン       | トーマス・リッツ             | スコット・アレン                 |
| 1965 | ロチェスター     | ガリー・ビスコンティ           | スコット・アレン             | ドナルド・ナイト                 |
| 1967 | モントリオール   | ドナルド・ナイト               | スコット・アレン             | ガリー・ビスコンティ             |
| 1969 | オークランド     | ティモシー・ウッド             | ジェイ・ハンフリー           | ジョン・ミーシャ・ペトケビッチ   |
| 1971 | ピーターボロ     | ジョン・ミーシャ・ペトケビッチ | トーラー・クランストン       | ケニス・シェリー                 |

### 女子シングル
| 年   | 開催地           | 金                             | 銀                             | 銅                         |
| ---- | ---------------- | ------------------------------ | ------------------------------ | -------------------------- |
| 1923 | オタワ           | テレサ・ウェルド               | ベアトリクス・ローラン         | ドロシー・ジェンキンス     |
| 1925 | ボストン         | ベアトリクス・ローラン         | セシル・スミス                 | テレサ・ウェルド           |
| 1927 | トロント         | ベアトリクス・ローラン         | コンスタンス・ウィルソン       | セシル・スミス             |
| 1929 | ボストン         | コンスタンス・ウィルソン       | マリベル・ビンソン             | スザンヌ・デービス         |
| 1931 | オタワ           | コンスタンス・ウィルソン       | エリザベス・フィッシャー       | フレデリック・セコール     |
| 1933 | ニューヨーク     | コンスタンス・ウィルソン       | セシル・スミス                 | スザンヌ・デービス         |
| 1935 | モントリオール   | コンスタンス・ウィルソン       | マリベル・ビンソン             | スザンヌ・デービス         |
| 1937 | ボストン         | マリベル・ビンソン             | ベロニカ・クラーク             | エリナー・オメーラ         |
| 1939 | トロント         | メアリー・ローズ・サッカー     | ジョーン・トザー               | ノラ・マッカーシー         |
| 1941 | フィラデルフィア | メアリー・ローズ・サッカー     | エリナー・オメーラ             | ノラ・マッカーシー         |
| 1945 | ニューヨーク     | バーバラ・アン・スコット       | グレッチェン・メリル           | ジャネット・アーレンス     |
| 1947 | オタワ           | バーバラ・アン・スコット       | ジャネット・アーレンス         | イボンヌ・シャーマン       |
| 1949 | フィラデルフィア | イボンヌ・シャーマン           | マーリン・スミス               | ヴァージニア・バクスター   |
| 1951 | カルガリー       | ソニア・クロッパー             | スザンヌ・モロー               | テンリー・オルブライト     |
| 1953 | クリーブランド   | テンリー・オルブライト         | キャロル・ヘイス・ジェンキンス | バーバラ・グラットン       |
| 1955 | レジャイナ       | テンリー・オルブライト         | キャロル・ヘイス・ジェンキンス | パトリシア・フォース       |
| 1957 | ロチェスター     | キャロル・ヘイス・ジェンキンス | キャロル・ジェーン・パチル     | ジョーン・シェケネ         |
| 1959 | トロント         | キャロル・ヘイス・ジェンキンス | リン・フィネガン               | ナンシー・ヘイス           |
| 1961 | フィラデルフィア | ローレンス・オーウェン         | ウェンディ・グライナー         | ソニア・スネリング         |
| 1963 | バンクーバー     | ウェンディ・グライナー         | ペトラ・ブルカ                 | シーラ・ケンワーシー       |
| 1965 | ロチェスター     | ペトラ・ブルカ                 | ペギー・フレミング             | バレリー・ジョーンズ       |
| 1967 | モントリオール   | ペギー・フレミング             | バレリー・ジョーンズ           | アルバーティーナ・ノイエス |
| 1969 | オークランド     | ジャネット・リン               | カレン・マグヌセン             | リンダ・カーボネット       |
| 1971 | ピーターボロ     | カレン・マグヌセン             | ジャネット・リン               | スーナ・マーレイ           |

### ペア
| 年   | 開催地           | 金                                                      | 銀                                                      | 銅                                                          |
| ---- | ---------------- | ------------------------------------------------------- | ------------------------------------------------------- | ----------------------------------------------------------- |
| 1923 | オタワ           | ドロシー・ジェンキンス and A.G. McClennan               | テレサ・ウェルド and ナサニエル・ナイルズ               |                                                             |
| 1925 | ボストン         | テレサ・ウェルド and ナサニエル・ナイルズ               | グラディス・ロジャース and メルヴィル・ロジャース       |                                                             |
| 1927 | トロント         | マリオン・マクドゥガル and チョーンシー・バングス       | テレサ・ウェルド and ナサニエル・ナイルズ               | コンスタンス・ウィルソン and モントゴメリー・ウィルソン     |
| 1929 | ボストン         | コンスタンス・ウィルソン and モントゴメリー・ウィルソン | テレサ・ウェルド and ナサニエル・ナイルズ               | マリベル・ビンソン and ソーントン・クーリッジ               |
| 1931 | オタワ           | コンスタンス・ウィルソン and モントゴメリー・ウィルソン | フランセス・クロード and チョーンシー・バングス         |                                                             |
| 1933 | ニューヨーク     | コンスタンス・ウィルソン and モントゴメリー・ウィルソン | モード・スミス and ジャック・イーストウッド             | キャスリーン・ロプデル and ドナルド・クルークシャンク       |
| 1935 | モントリオール   | マリベル・ビンソン and ジョージ・ヒル                   | コンスタンス・ウィルソン and モントゴメリー・ウィルソン | ルイーズ・バートラム and スチュワート・リバーン             |
| 1937 | ボストン         | ベロニカ・クラーク and ラルフ・マクリース               | マリベル・ビンソン and ジョージ・ヒル                   | グレース・マッデン and レスター・マッデン                   |
| 1939 | トロント         | ジョーン・トザー and バーナード・フォックス             | ノラ・マッカーシー and ラルフ・マクリース               | エアドリー・クルークシャンク and ドナルド・クルークシャンク |
| 1941 | フィラデルフィア | エリナー・オメーラ and ラルフ・マクリース               | ドナ・アトウッド and ユージン・ターナー                 |                                                             |
| 1947 | オタワ           | スザンヌ・モロー and ウォーリス・ディーステルマイヤー   | イボンヌ・シャーマン and ロバート・スウェニング         |                                                             |
| 1949 | フィラデルフィア | キャロル・ケネディ and ピーター・ケネディ               | マーリン・スミス and ドナルド・ジルクリスト             |                                                             |
| 1951 | カルガリー       | キャロル・ケネディ and ピーター・ケネディ               |                                                         | ジェーン・カービー and ドナルド・トビン                     |
| 1953 | クリーブランド   | フランセス・ダフォ and ノリス・ボーデン                 | キャロル・アン・オルマーカ and ロビン・グレイナー       | マーガレット・アン・グラハム and ヒュー・グラハム           |
| 1955 | レジャイナ       | フランセス・ダフォ and ノリス・ボーデン                 | キャロル・アン・オルマーカ and ロビン・グレイナー       |                                                             |
| 1957 | ロチェスター     | バーバラ・ワグナー and ロバート・ポール                 | マリア・ジェリネク and オットー・ジェリネク             | ナンシー・ルディントン and ロナルド・ルディントン           |
| 1959 | トロント         | バーバラ・ワグナー and ロバート・ポール                 |                                                         |                                                             |
| 1961 | フィラデルフィア | マリア・ジェリネク and オットー・ジェリネク             | マリベル・オーウェン and ダドリー・リチャーズ           | デビー・ウィルクス and ギー・レベル                         |
| 1963 | バンクーバー     | デビー・ウィルクス and ギー・レベル                     | ガートルード・デジャルダン and モーリス・ラフランス     | ヴィヴィアン・ジョゼフ and ロナルド・ジョゼフ               |
| 1965 | ロチェスター     | ヴィヴィアン・ジョゼフ and ロナルド・ジョゼフ           | シンシア・カウフマン and ロナルド・カウフマン           | Susan Huehnergard and Paul Huehnergard                      |
| 1967 | モントリオール   | シンシア・カウフマン and ロナルド・カウフマン           | スーザン・ベーレンス and Roy Wagelein                   | ベティ・ジーン・ルイス and リチャード・ギルバート           |
| 1969 | オークランド     | シンシア・カウフマン and ロナルド・カウフマン           | ジョジョ・スターバック and ケニス・シェリー             | メアリー・ペトリー and ロバート・マカボイ                   |
| 1971 | ピーターボロ     | ジョジョ・スターバック and ケニス・シェリー             | メリッサ・ミリターノ and マーク・ミリターノ             | サンドラ・ベジック and バル・ベジック                       |

### アイスダンス
| 年   | 開催地           | 金                                      | 銀                                  | 銅                                   |
| ---- | ---------------- | --------------------------------------- | ----------------------------------- | ------------------------------------ |
| 1947 | オタワ           | Lois Waring and Red Bainbridge          | Ann Davies and Carleton Hoffner     |                                      |
| 1949 | フィラデルフィア | Lois Waring and Red Bainbridge          |                                     |                                      |
| 1951 | カルガリー       | Carmel Bodel and Edward Bodel           |                                     | Pierette Paquin and Donald Tobin     |
| 1953 | クリーブランド   | Carol Ann Peters and Daniel Ryan        |                                     |                                      |
| 1955 | レジャイナ       | Carmel Bodel and Edward Bodel           | Joan Zamboni and Roland Junso       |                                      |
| 1957 | ロチェスター     | Geraldine Fenton and William McLachlan  | Joan Zamboni and Roland Junso       | Sharon McKenzie and Bert Wright      |
| 1959 | トロント         | Geraldine Fenton and William McLachlan  | Anne Martin and Edward Collins      |                                      |
| 1961 | フィラデルフィア | Virginia Thompson and William McLachlan | Dona Lee Carrier and Roger Campbell | Paulette Doan and Kenneth Ormsby     |
| 1963 | バンクーバー     | Paulette Doan and Kennth Ormsby         | Donna Mitchell and John Mitchell    | Sally Schantz and Stanley Urban      |
| 1965 | ロチェスター     | Lorna Dyer and John Carrell             | Kristin Fortune and Dennis Sveum    | Carole Forrest and Kevin Lethbridge  |
| 1967 | モントリオール   | Lorna Dyer and John Carrell             | Joni Graham and Don Phillips        | Judy Schwomeyer and James Sladky     |
| 1969 | オークランド     | Donna Taylor and Bruce Lennie           | Judy Schwomeyer and James Sladky    |                                      |
| 1971 | ピーターボロ     | Judy Schwomeyer and James Sladky        | Anne Millier and Harvey Millier     | Mary Karen Campbell and Johnny Johns |